# ディクソン賞
ディクソン賞（Dickson Prize）はアメリカ合衆国の学術賞である。医学部門（Dickson Prize in Medicine）と科学部門（Dickson Prize in Science）とがある。1969年に設立された。

## 医学部門
医学部門賞は、ピッツバーグ大学により、アメリカ合衆国市民の優れた医学の業績に対して毎年贈られる賞である。

### 受賞者一覧
- 1971年 エール・サザランド
- 1972年 Solomon A. Berson, ロサリン・ヤロー
- 1973年 ジョン・ヘイシャム・ギボン
- 1974年 Stephen W. Kuffler
- 1975年 エリザベス・F・ニューフェルド
- 1976年 Frank J. Dixon
- 1977年 ロジェ・ギルマン
- 1978年 ポール・グリーンガード
- 1979年 Bert W. O'Malley
- 1980年 デイヴィッド・ヒューベル, トルステン・ウィーセル
- 1981年 フィリップ・レダー
- 1982年 Francis H. Ruddle
- 1983年 エリック・カンデル
- 1984年 ソロモン・スナイダー
- 1985年 ロバート・ギャロ
- 1986年 J・マイケル・ビショップ
- 1987年 Elvin A. Kabat
- 1988年 リロイ・フッド
- 1989年 Bernard Moss
- 1990年 Ernst Knobil
- 1991年 フィリップ・シャープ
- 1992年 フランシス・コリンズ
- 1993年 スタンリー・B・プルシナー
- 1994年 バート・フォーゲルシュタイン
- 1995年 ロナルド・エヴァンス
- 1996年 フィリッパ・マラック
- 1997年 Edward Everett Harlow, Jr., エリック・ランダー
- 1998年 Richard D. Klausner
- 1999年 James E. Darnell Jr.
- 2000年 エリザベス・H・ブラックバーン
- 2001年 ロバート・ローダー
- 2002年 チャールズ・デビッド・アリス
- 2003年 スーザン・リンドキスト
- 2004年 エレイン・フックス
- 2005年 Ronald W. Davis
- 2006年 ロジャー・コーンバーグ
- 2007年 キャロル・W・グライダー
- 2008年 ランディ・シェクマン
- 2009年 ヴィクター・アンブロス
- 2010年 スティーブン・エレッジ
- 2011年 クレイグ・ヴェンター
- 2012年 ブライアン・ドラッカー
- 2013年 フーダ・ゾービ
- 2014年 ジェフリー・ゴードン
- 2015年 カール・ダイセロス
- 2016年 ジェニファー・ダウドナ
- 2017年 デイヴィッド・M・サバティーニ
- 2018年 ボニー・バスラー
- 2019年 ルスラン・メジトフ
- 2020年 ジェームズ・J・コリンズ
- 2021年 Cynthia Kenyon
- 2022年 キャロライン・ベルトッツィ
- 2023年 クリフォード・ブラングウィン
- 2024年 Leslie B. Vosshall
- 2025年 ケイトー・ローレンシン

## 科学部門
科学部門賞は、カーネギーメロン大学により、アメリカ合衆国市民の優れた科学の業績に対して毎年贈られる賞である。

### 受賞者一覧
- 1970年 リチャード・E・ベルマン
- 1971年 ジョージ・エミール・パラーデ, Keith Roberts Porter
- 1972年 Francis L. Ver Snyder
- 1973年 イライアス・コーリー
- 1974年 David H. Geiger
- 1975年 - 受賞者なし
- 1976年 - 受賞者なし
- 1977年 John H. Sinfelt
- 1978年 シーモア・ベンザー
- 1979年 - 受賞者なし
- 1980年 John Werner Cahn
- 1981年 - 受賞者なし
- 1982年 Harden M. McConnell
- 1983/1984年 エドワード・フレドキン
- 1985年 Norman Davidson
- 1986年 Benjamin Widom
- 1987年 ミッチェル・ファイゲンバウム
- 1988年 ジョーン・A・スタイツ
- 1989年 Richard E. Dickerson
- 1990年 フランク・シャーウッド・ローランド
- 1991年 David Botstein
- 1992年 ポール・ラウターバー
- 1993年 ヴェラ・ルービン
- 1994年 レイ・カーツワイル
- 1995年 リーランド・ハートウェル
- 1996年 John P. Hirth
- 1997年 ウォルター・アルバレス
- 1998年 ピーター・ショア
- 1999年 Howard Raiffa
- 2000年 アレクサンダー・パインズ
- 2001年 カーバー・ミード
- 2002年 ロバート・ランガー
- 2003年 Marc W. Kirschner
- 2004年 ジョージ・M・ホワイトサイズ
- 2005年 David Haussler
- 2006年 ジャレド・ダイアモンド
- 2007年 ジャン・フレシェ
- 2008年 リチャード・カープ
- 2009年 ソール・パールマッター
- 2010年 David A. Tirrell
- 2011年 マーヴィン・コーエン
- 2012年 François M. M. Morel
- 2013年 カール・ダイセロス
- 2014年 Joseph M. DeSimone
- 2015年 ジューディア・パール
- 2016年 チャド・マーキン
- 2017年 ジェニファー・ダウドナ
- 2018年 Emery N. Brown
- 2019年 Geraldine L. Richmond
- 2020年 ルーシー・シャピロ
- 2021年 ジェフリー・ヒントン
- 2022年 Richard N. Aslin
- 2023年 Jennifer Lippincott-Schwartz
- 2024年 Gilda Barabino